# Erdbeerkonfitüre

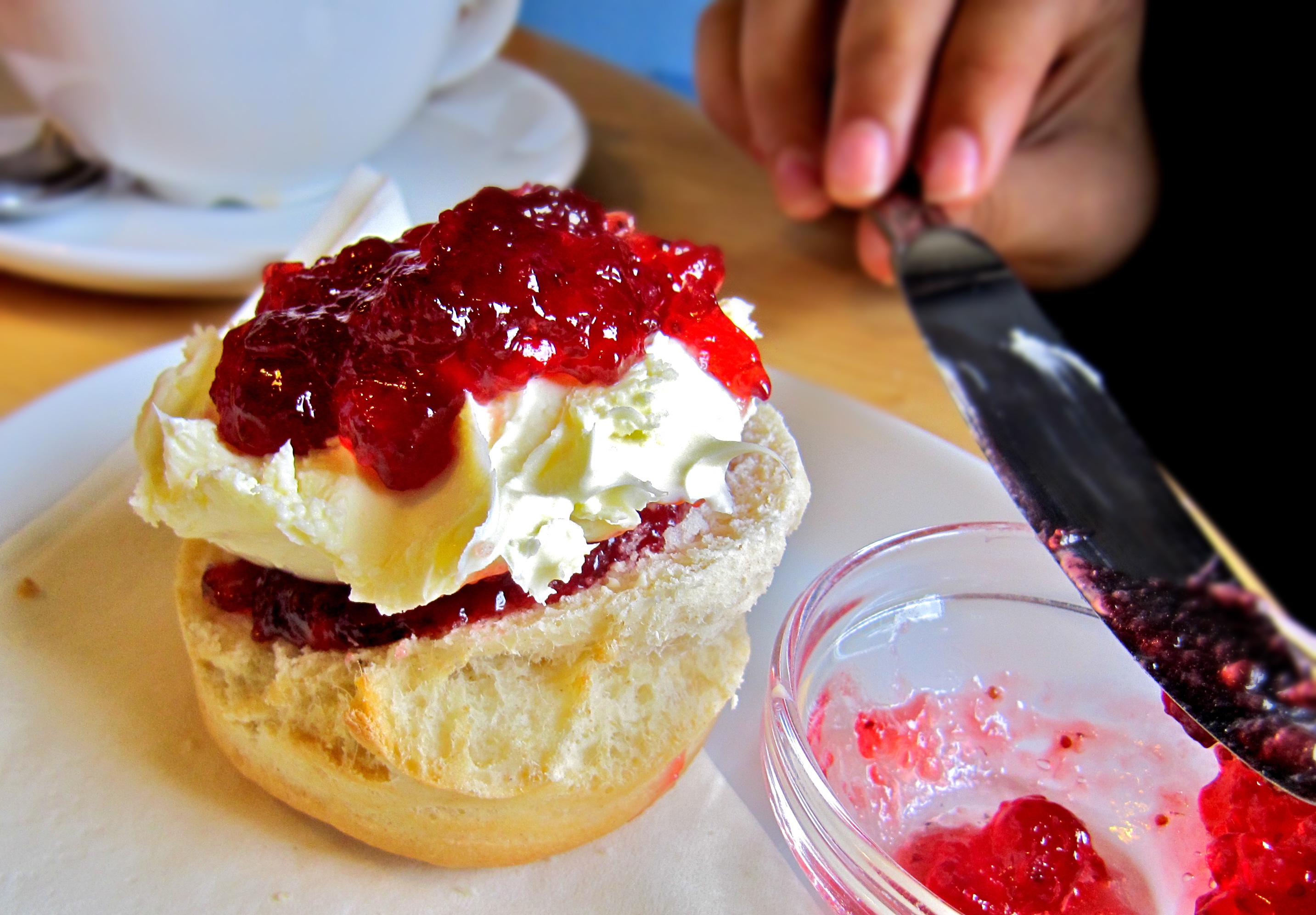
Scone mit Clotted Cream und Erdbeerkonfitüre

Erdbeerkonfitüre (auch Erdbeermarmelade) ist ein Brotaufstrich, der aus mit Zucker oder Gelierzucker eingekochten Erdbeeren hergestellt wird. Der Begriff Marmelade darf im Warenhandel außerhalb lokaler Märkten wie Wochen- oder Bauernmärkten nur noch für Brotaufstrich aus Zitrusfrüchten verwendet werden.

## Eigenschaften
Erdbeerkonfitüre wäre, im Gegensatz zu anderen Marmeladen und Konfitüren, ohne weitere Zutaten dünnflüssig. Das liegt am hohen Wassergehalt der Frucht, und dem geringen Gehalt an Pektin, die ein eigenständiges Verdicken erschweren. Je nach Region enthält die Erdbeerkonfitüre Fruchtstücke oder wird bei der Herstellung vollständig püriert.
Aus der Konfitürenverordnung ergibt sich allgemein für Konfitüren und Gelees ein Gesamtzuckergehalt von mindestens 55 Prozent und ein Verbot der Verwendung von Konservierungsmitteln.

## Produktvarianten

### Konfitüre und Konfitüre extra

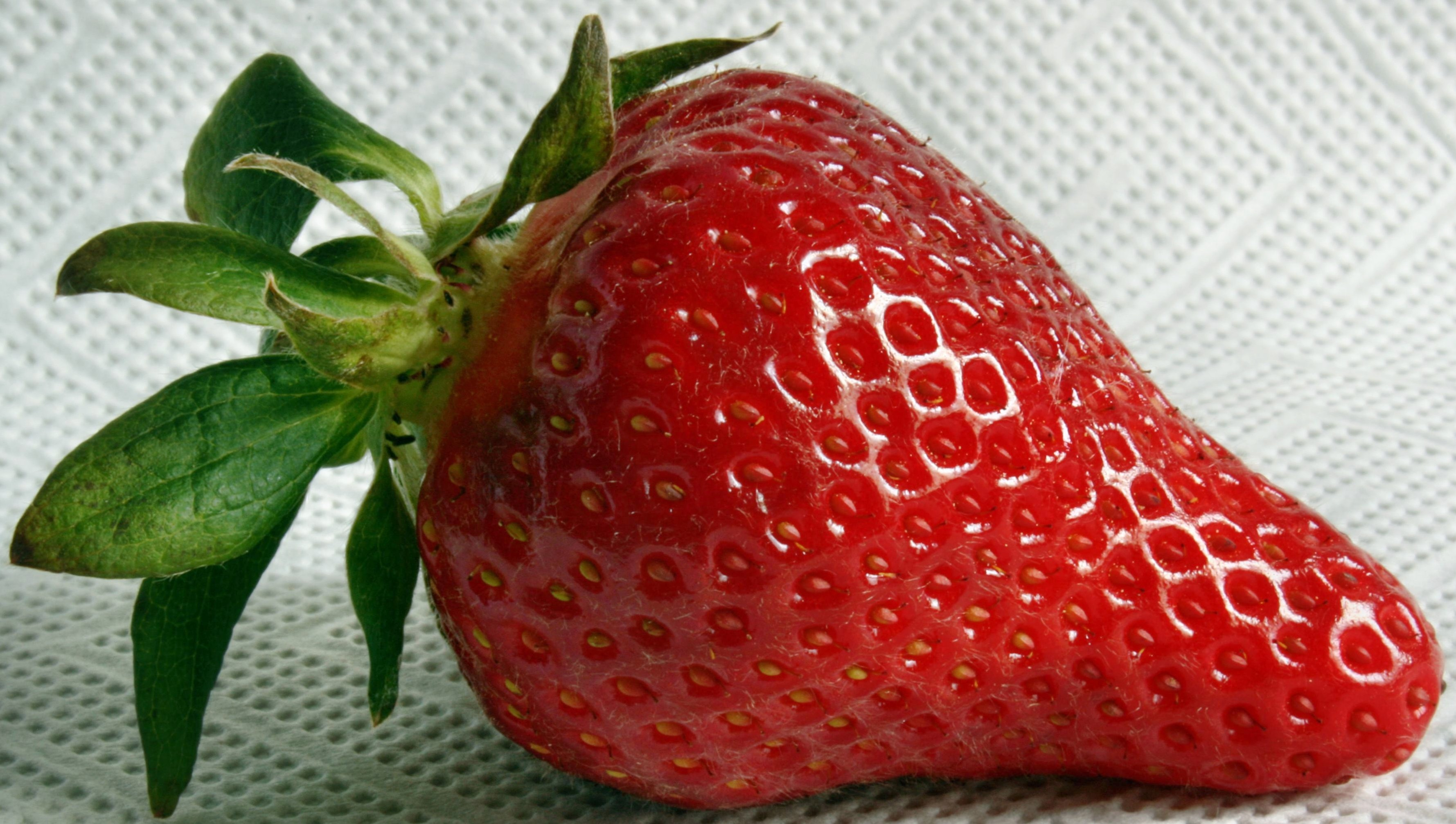
Eine Erdbeerfrucht

Erdbeerkonfitüre ist in zwei Qualitätsklassen erhältlich, die sich im Fruchtanteil unterscheiden. Der Mindest-Fruchtanteil ist laut der Konfitürenverordnung von der Fruchtart abhängig. Die auf Erdbeerkonfitüre zutreffenden Vorschriften der Konfitürenverordnung gelten auch dann, wenn das Produkt zum Beispiel auf einem Bauernmarkt mit der traditionellen Bezeichnung „Erdbeermarmelade“ angeboten wird. Aus der Konfitürenverordnung ergibt sich für Erdbeerkonfitüren:
- Erdbeer-Konfitüre: Konfitüre ist die streichfähige Zubereitung aus Zuckerarten, Pülpe oder Fruchtmark und Wasser. Die für die Herstellung von 1000 Gramm  Enderzeugnis verwendete Menge Pülpe oder Fruchtmark beträgt bei Erdbeeren mindestens 350 Gramm.

- Erdbeer-Konfitüre extra: Konfitüre extra ist die streichfähige Zubereitung aus Zuckerarten, nicht konzentrierter Pülpe und Wasser. Die für die Herstellung von 1000 Gramm Enderzeugnis verwendete Menge Pülpe beträgt bei Erdbeeren mindestens 450 Gramm.

### Gelee und Gelee extra
Gelee ist im Sinne der Konfitürenverordnung ein „ähnliches Erzeugnis“. Für Gelee werden Saft oder wässrige Auszüge der Frucht anstelle von Pülpe oder Fruchtmark verwendet:
- Erdbeergelee ist eine streichfähige Zubereitung aus Zuckerarten sowie Saft oder wässrigen Auszügen der Erdbeere. Die für die Herstellung von 1000 Gramm Gelee verwendete Menge an Saft oder wässrigen Auszügen beträgt mindestens 350 Gramm, entsprechend dem für die Herstellung von Konfitüre vorgeschriebenen Fruchtanteil. Die Mengenangaben gelten nach Abzug des Gewichts des für die Herstellung der wässrigen Auszüge verwendeten Wassers.
- Bei Erdbeergelee extra beträgt die für die Herstellung von 1000 Gramm Gelee verwendete Menge an Saft oder wässrigen Auszügen mindestens 450 Gramm, entsprechend dem für die Herstellung von Konfitüre extra vorgeschriebenen Fruchtanteil.

### Fruchtaufstrich
Für „Fruchtaufstrich“ gibt es keine derartigen Vorschriften, weil dieser Begriff in der Konfitürenverordnung nicht definiert wird. Der Fruchtgehalt muss nicht angegeben werden und ist in der Regel höher als bei Konfitüren. Bei einigen Fruchtaufstrichen sind Angaben wie etwa „70 % Erdbeere“ oder „75 % Erdbeere“ Bestandteil der Produktbezeichnung. Auch die Verwendung von Konservierungsstoffen ist bei Fruchtaufstrich zulässig.
Wenn Selbstvermarkter unsicher sind, ob ihr Produkt der Konfitürenverordnung entspricht, sollten sie dieses als Erdbeer-Fruchtaufstrich anbieten. Grundsätzlich gilt aber: Wenn das Produkt die Anforderungen der Verordnung an eine Konfitüre, ein Gelee oder eine Marmalade erfüllt, muss es auch so genannt werden und darf nicht als „Fruchtaufstrich“ bezeichnet werden.

## Marktanteil
Der deutsche Gesamtumsatz an Konfitüre betrug im Jahr 2008 etwa 541,6 Mio. Euro, was einem Absatz von 151.737 Tonnen entspricht. Erdbeerkonfitüre ist bei den Konfitüresorten nach wie vor die beliebteste. So betrug der Anteil von Erdbeerkonfitüre eines bekannten Herstellers (2002) 35 % der produzierten Konfitüren.

## Sonstiges
Der Europäische Gerichtshof entschied im Jahr 2000, dass Erdbeerkonfitüre auch dann noch als „naturrein“ bezeichnet werden darf, wenn sie mit Pektin als Geliermittel hergestellt wurde und geringe Spuren von Blei, Cadmium- und Pestizidrückständen enthält. Die Etikettierungsrichtlinie 79/112/EWG der EU steht dem nicht entgegen.